# Molí d'Aiguaviva
Molí d'Aiguaviva és una obra del Montmell (Baix Penedès) inclosa a l'Inventari del Patrimoni Arquitectònic de Catalunya.

## Descripció
Aquest molí que es localitza dintre el poblet d'Aiguaviva, es de dimensions molt reduïdes i coberta amb volta ogival feta amb motllures de canya, serveix actualment de petita capella i al seu damunt per la part de darrere si veu la bassa plena d'aigua, la qual s'abasteix d'una deu que brolla allí mateix. Aquest es doncs el que en podríem dir un Molí de deu.